# صالح التركي
صالح بن علي بن عبد الرحمن التركي (1366هـ - 1947م) رجل أعمال سعودي، مؤسس شركة نسما القابضة ورئيسها الفخري. في أغسطس من عام 2018 تم تعيينه بمرسوم ملكي ليصبح أميناً لمحافظة جدة. اشتهر كواحد من أبرز الشخصيات في مجال العمل الخيري والعمل الاجتماعي، خصوصاً في منطقة مكة المكرمة.

## الولادة والنشأة

### في العراق
عائلة التركي تعود من أصول نجدية، وتحديداً لمدينة بريدة في منطقة القصيم، وكانت منطقة نجد تعاني من ظروف معيشية صعبة، ما أجبر أغلب أهل المنطقة -ومنهم والد صالح التركي- للهجرة لدولة الكويت والبصرة بحثاً عن فرص معيشية أفضل، وبعد فترة من الزمن أنتقل والده من الكويت للعيش في العراق ويستقر بها.
ولد صالح التركي عام 1947م في مدينة راوة وكان آخر من ولد هناك من أخوته، وكان والده يعمل ضابطاً لدى الشرطة العراقية آن ذاك، وبعد تحسّن الأوضاع السعودية قام الملك سعود بإستدعاء السعوديين المهاجرين خارج المملكة من خلال أهاليهم ودعوتهم للعودة إلى بلادهم للاستفادة منهم، وتقديم فرص معيشية أفضل بعد ازدهار الوضع المعيشي والاقتصادي للدولة، لذلك عادت عائلته وهو صغير لمدينة الرياض، ثم إلى مدينة الظهران بالمنطقة الشرقية لتستقر العائلة بشكل مؤقت في إسطبل -تعود ملكيته لشركة أرامكو- قبل الانتقال لبيت الضباط.

### في لبنان
وفي عام 1958م أنتقل التركي للبنان وهو في الصف الثالث ابتدائي مع أخوه عبد العزيز ليلتحقا بمدارس المقاصد الإسلامية في بيروت، وعاش فيها مع أخوه كونها كانت «مدارس داخلية»، وكان لعيشه في لبنان تأثير كبير في نشأته لأنه استمر فيها إلى أن حصل على البكالوريوس من الجامعة الأمريكية ببيروت، وعاصر الكثير من الحِراك السياسي التي كانت تمر به لبنان.

### في السعودية
بعد انتهاء الدراسة الجامعية، صالح التركي ضمن حوالي 160 طالب سعودي كانوا ملتحقين معه في الجامعة أرسلوا برقية للملك فيصل وهم مازالوا في لبنان يطلبون توفير فرص تدريب لهم بعد عودتهم للسعودية، فرد عليهم الملك فيصل ببرقية، شكرهم فيها على حماسهم ووافق على طلبهم وأمرهم بالتوجه للسعودية، وتحديداً مدينة تبوك.

## حياته العملية

### أول وظيفة
ظهر صالح التركي في فيديو هو ومجموعة من موظفي شركة نسما، تحدث فيه عن أول وظيفة له، حيث قال انه بدأ كبائع في متجر يمتلكه أخوه عبد الرحمن في مدينة الخبر، كان هو وأخوه عبد العزيز يستيقضون باكراً من منزلهم في مدينة الدمام، ويمشون في الحر لمسافة للوصول لمنطقة السوق ليتمكنا من إيجاد سيارة أجرة، ويقوم صاحب سيارة الأجرة بالبحث عن 3 ركاب آخرين حتى يكتمل عدد الركاب (5 ركاب) ومن ثم يوصلهم إلى مدينة الخبر ليبدأ صالح وأخوه عبد العزيز للعمل في متجر أخوهم عبد الرحمن. ويبدو أن الغرض من هذا الفيديو هو حث الشباب الجدد على البدء في العمل والاجتهاد للوصول لمراتب أفضل وعدم الخجل من البدايات المتواضعة أو البسيطة.

### شركة نسما

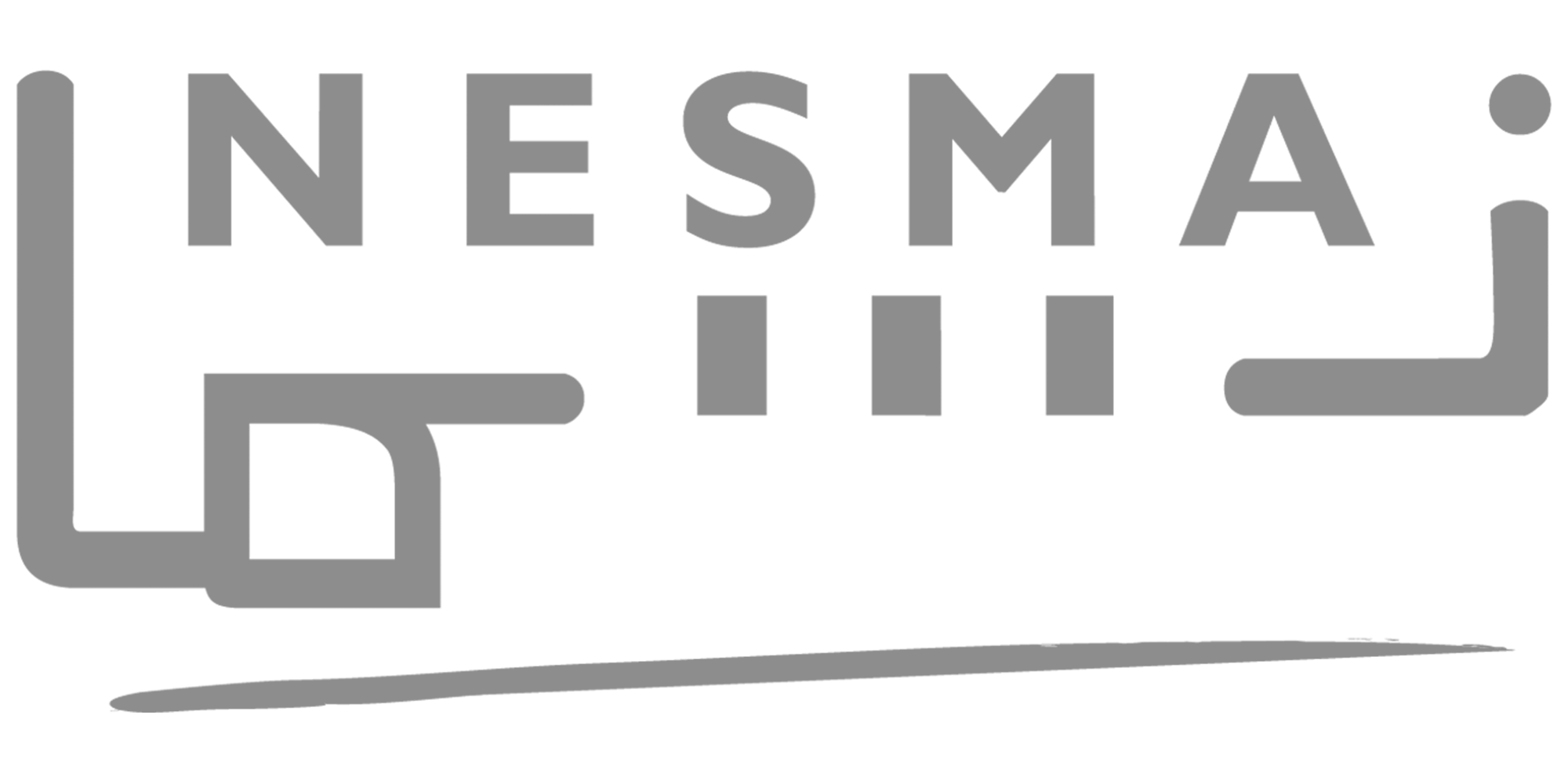
شعار شركة نسما

بدأ حياته العملية بالقطاع الخاص حيث قام مع بعض زملائه (مروان وعماد غلمية) بتأسيس شركة عام 1979م تم تسميتها نسما (NESMA) وھي الحروف الأولى لاسم الشركة بالإنجليزية «الشركة الوطنیة للخدمات الهندسية والتسويق»، وتوسعت أعمال الشركة من ذلك الحين إلى أن أصبحت الآن شركة قابضة يندرج تحتها 48 شركة، منها «طيران نسما» و «نسما وشركاه» التي تشارك في أعمال بناء منطقة «جبل عمر» المطلة على الحرم المكي، ومشروع مترو مكة، إضافةً إلى مشاريع في مدينة نيوم.
جدير بالذكر أن صالح التركي بدأ نشاطه التجاري من الصفر، وبعد عدد من المحاولات التي قام بها صالح التركي لتحقيق نجاح تجاري مرضي، كانت أحد أهم بدايات صالح الرسمية تحت مسمى نسما هو نجاحها على إستقطاب شركة كورية وإقناعها بأن تكون نسما هي المسوق لها داخل السعودية، وبالفعل تمكنت شركة نسما من تسويق الشركة الكورية داخل السعودية والحصول على أول مشروع رسمي لها بمدينة ينبع بقيمة إجمالية 50,000,000 ريال لتكون عمولة شركة نسما 2.5%، وبالرغم من هذا النجاح لم يكن صالح التركي راضياً على هذا المشروع لما وجده من رفض الكوريين لإشراكه أو إشراك أبناء البلد في هذا المشروع، وأكتفت الشركة الكورية بدفع العمولة مع رفض أي تدخلات من السكان المحللين، هذا ما جعل صالح التركي يغير في سياسته ويفرض على الشركات التي يسوّق لها في ذلك الوقت بأن تكون نسما جزءاً أساسياً من المشاريع التي تفوز بها. نسما في الوقت الراهن وبعد مرور 40 سنة على تأسيسها تعمل على تنفيذ جميع مشاريعها من خلال شركات سعودية تابعة لها وتحقق نِسَب توطين عالية تصل في بعض شركاتها إلى مايزيد عن 80%. الجدير بالذكر أن شركة نسما من الشركات الرائدة في مجال تدريب وتهيئة الشباب والشابات لسوق العمل، وإعطاهم كامل الفرص لتحقيق النجاح من خلال مراكز التدريب الخاصة بها، والتي يعمل معظم خريجوها لدى إحدى شركات نسما الـ 48.

### العمل العام
يرأس مجلس إدارة شركة جدة القابضة وشركة فرص السعودية للاستثمار، وهو عضو مجلس إدارة الشركة العربية للدواجن «أمات» وشركة «رعاية الطبية القابضة»، كما أنه عضو في المجلس الاستشاري لبنك «كوتس لندن» في الشرق الأوسط، ويترأس «لجنة تراحم» لرعاية السجناء بجدة، كما ترأس «جمعية البر بجدة»، وقد شغل سابقاً عدداً من المناصب العامة كرئاسة الغرفة التجارية والصناعية بجدة، ورئاسة مجلس الغرف التجارية والصناعية السعودية، كما أنه كان عضواً بمجلس منطقة مكة المكرمة.

### مجال التعليم
يشغل عضوية في كل من: مجلس أمناء جامعة الأمير مقرن بن عبد العزيز بالمدينة المنورة، وعضو مجلس أمناء جامعة دار الحكمة بجدة، وعضو بالمجلس الاستشاري لجامعة عفت بجدة.
وسبق أن كان عضواً في كل من: مجلس أمناء جامعة الأعمال والتكنولوجيا (UBT)، وعضواً بالمجلس الاستشاري للمعهد السعودي للعلوم البحثية (SRSI) في جامعة الملك عبد الله للعلوم والتكنولوجيا.

### أمين محافظة جدة
صدر يوم الجمعة 27 يوليو 2018 المرسوم الملكي رقم أ / 300 بتعيين صالح التركي أميناً لمحافظة جدة بالمرتبة الممتازة، وقد فاجأ الجميع في أول لقاء مرئي مسجل ألقاه أمام أمير المنطقة خالد الفيصل ومحافظها الأمير مشعل بن ماجد عندما بدأ بسرد كل مشاكل المدينة بكل شفافية وجرأة لم يتعود عليها مواطنو المدينة، وفي الحفل الذي أقيم بمناسبة مرور 75 عام على تأسيس الغرفة التجارية بجدة في جلسة حوار بعنوان “الشراكة بين القطاع العام والخاص ودور المقاولين” قال: «أرامكو ربّت المقاولين وأصبحت الجودة مميزة وأصبح السعر مميزاً» في إشارة منه إلى جودة المشاريع التي تقوم بتنفيذها شركة أرامكو مقارنة بما ينفذه المقاولون.
وقد صرّح التركي على تجاوزات وفشل المقاولين أكثر من مرة كان أحدها بمثال عملي له شخصياً، وهو أن حفرة كانت أمام منزله تم سفلتتها مؤخراً، واكتُشف لاحقاً أنه تم سفلتتها بـ “تراب مرشوش بزيت”. يُذكر أن أمين جدة قد اتهم غالبية المقاولين بأنهم سبب دمار بيئة المحافظة، مشيراً إلى أنه سيتم التشهير بالمخالفين منهم، وأكد أن الأمانة تعمل الآن على أن تتولى هي مشاريع الصيانة والتشغيل بدلاً من طرحها للمقاولين. ولاقا هذا الخطاب صدى واسع واستحسان كبير من جميع شرائح المجتمع.
وفي لقاء مع صحيفة عكاظ السعودية، أدلى فيه بأنه يتابع هطول الأمطار على جدة من منزله وعبر جواله، وأكد أنه يتواصل هاتفيا وبالصوت والصورة مع الميدانيين وأنه لا يحتاج للنزول إلى الميدان وتجميع الصحفيين حوله والتصوير بـ«البرنيطة» و«اللاسلكي» وأنه لا يبحث عن «أي شو SHOW». وحاورت «عكاظ» الأمين على مدار نصف ساعة في اتصالين هاتفيين خلال هطول الأمطار.

## المبادرات الاجتماعية
أشتهر صالح التركي بعمله في المجال الاجتماعي والخيري، وأطلق عليه غازي القصيبي لقب «شهبندر العمل الاجتماعي»، وفما يلي قائمة بأهم المبادرات الاجتماعية والخيرية التي ساهم بها:
- توقيع اتفاقية تعاون بين أمانة جدة وإمارة مكة المكرمة لدعم العمل التطوعي.[16]
- رعاية جمعية زواج بجدة.[17]
- رعاية جمعية البر بجدة ورئاسة مجلس إدارتها.
- إنشاء شركة (نسيج وخياطة) وتخصيصها لتوظيف الصم والبكم.
- إنشاء مراكز تدريب وتأهيل لتطوير مهارات الشباب.

## العضويات
- عضو مجلس إدارة الشركة العربية لأمات الدواجن (أمات).
- عضو مجلس إدارة شركة رعاية الطبية القابضة.
- عضو المجلس الاستشاري لبنك «كوتس لندن» في الشرق الأوسط.
- عضو مجلس أمناء جامعة الأمير مقرن بالمدينة المنورة.
- عضو مجلس أمناء جامعة دار الحكمة بجدة.
- عضو المجلس الاستشاري لجامعة عفت بجدة.
- عضو سابق لمجلس منطقة مكة المكرمة.
- عضو سابق لمجلس أمناء جامعة الأعمال والتكنولوجيا (UBT).
- عضو سابق للمجلس الاستشاري للمعهد السعودي للعلوم البحثية (SRSI) في جامعة الملك عبد الله للعلوم والتكنولوجيا.

## الجوائز والتكريمات
- (2010) اختارته حكومة جمهورية النمسا قنصلاً فخريا لها في جدة.[18]
- (2011) جائزة الملك سلمان لدعم الشباب.[19]
- (2011) كرمته وزارة الشؤون الاجتماعية السعودية كواحد من أهم الداعمين للعمل الاجتماعي.[20]
- (2010) جائزة الأمير محمد بن فهد لخدمة أعمال البر.[20]
- (2018) جائزة مكة للتميز الإنساني.[21][22]

## إقتباسات
- «الفشل ھو أن تستسلم للسقوط وتترك نفسك دفیناً في حفرة الیأس».[23]
- «الكفاءة بدون حظ غير حقيقة، والحظ لا يأتي لغير الكفؤ».[5]